# Угорницька школа (Коломийський район)
Історія школи села Угорники, Коломийського району, Івано-Франківської області.

## XIX століття
1862-1864 роки – в Угорниках була тривіальна школа, де навчалося 54 дитини. Вчителем був Томас Красіцький.
1882 рік – в селі заснована державна школа, де навчалося 66 дітей. Директором був Порфирій Витвицький – батько Степана Витвицького.

## XX століття
1901 рік – директором був Альбін Цапій.
1906 рік – започаткована двокласна польська школа, яка існувала до 1935 року.
1930-1943 роки –  будівництво початкової школи, де в 1939 році було уже 5 класів.
1941-1943 роки – директором був пан Нестерук з Ворони.
1945-1952 роки– будівництво восьмирічної школи, директором на той час був Євчук А.К., заступником – Луценко Меланія Василівна.
Зберігся звіт 7-річної школи в с.Угорники за 1944/45 навчальний рік. Навчання розпочалося 01.09.1944 і завершилося 07.07.1945 (включаючи іспити). Фактично школа працювала 230  робочих днів на рік. Навчання велося українською мовою. «У 1945 р., на початку навчального року, – згадує Валентин Ідзі, – була релігія, яку викладав священик. До кінця навчального року релігію відмінили. Першим учителем був Вербинець Антон (мав освіту священика, але ніколи ним не був)». Школа у своєму розпорядженні мала 2 будинки загальною площею 900м2. Було 5 класних кімнат площею 350м2 і один військовий кабінет, який займав 20м2. Навчання велося в одну зміну. Протягом 1944/45 навчального року школа налічувала 150 учнів. Школа фізкультурного залу не мала. Діти займалися на обладнаному спортивному майданчику.

### Вчителі школи
У школі працювало 3 вчителі, 2 з яких – у 5-7 класах. Адмінтехперсоналу було 4 особи та 1 піонервожатий. Іноземною мовою була на той час німецька, яку вивчали учні 5 і 6 класів. Загальне число книг за інвентарем шкільної бібліотеки на час звіту – 10, з них 5 для позакласного читання учнів. На зборах директорів та завучів шкіл 1945 р. директор Угорницької 7-річної школи відмітив, що 7 учнів зовсім не відвідують школу, а інші часто пропускають уроки, бо працюють в господарстві. На січневій конференції 1946 р. було зареєстровано 6 вчителів Угорницької школи: Галіченко Іван Тихонович, Каменева Надія Петрівна (завпед), Борисенко Людмила Яківна, Бондаренко Надія Захарівна, Майковська Надія Василівна, Майковський Костянтин Анатолійович.
У березні 1946 р. райком комсомолу організував піонерську організацію в Угорницькій школі. Для покращення якості навчання та успішності учнів протягом навчального року проводилися серпневі та січневі наради, наради директорів, завідувачів шкіл, де було обговорено такі питання: «Урок – основна форма навчання у школі»; «Робота вчителя над собою»; «Самостійна робота учнів»; «Контроль і допомога в роботі молодих учителів»; «Критерії оцінки знань учнів» та ін. Під час навчання української мови вчителям найчастіше доводилося боротися з місцевою говіркою. Для викорінення діалектних слів із лексикону учнів вчителі систематично давали учням тексти для читання, кожен учень, окрім класної роботи, вдома писав перекази за прочитаними оповіданнями.

### Батьківський комітет
При Угорницькій школі працював батьківський комітет. На батьківських зборах обговорювалися такі питання: здійснення закону про загально обов’язкове навчання; школа в країні Рад; підсумки роботи школи за чверть, півріччя і навчальний рік; про підготовку шкіл до нового навчального року та створення умов для роботи учителів. Галіченко І.П. 14 вересня 1946 р. на нараді директорів та завідувачів шкіл поінформував, що в школі навчалося 227 учнів, «…педкадрами школа забезпечена не повністю. Відвідування учнями школи добре. Документація впорядкована, дрова завезені. Гурткова і виховна робота школи не налагоджена». Усі учителі були забезпечені квартирами. З 12 травня 1947 р. директором Угорницької школи був Майковський А.К. У школі навчалося 204 учні (2 – новоприбулих). Невстигаючих – 26, відмінників – 8.

### Піонерство
Піонерська організація налічувала 81 чол. Не було піонервожатого. При школі діяв літературний, драматургічний, фізкультурний гуртки. Проводилися свята (до 800-річчя Москви, до 30-х роковин Великого Жовтня). У січні 1948 р., як бачимо із статистичних даних, відвідування Угорницької школи становило 90%. У 1949 р. заняття в Угорницькій школі проводилися у двох будинках, у 6 класних кімнатах. Було 44 парти, які забезпечували 100 місць. Розмір пришкільної земельної ділянки для дослідних цілей становив 0,05 га, для господарчих потреб – 0,45 га. При директорі Хринюку М.Й. у школі була створена кімната фізкультури, працювала редколегія, створювалися фотомонтажі. Із доповіді Хринюка М.Й. від 15.6.1949 р. дізнаємося, що у школі «відремонтовано двері, вікна, груби, парти. Побілки ще не проведено. Дров завезено мало».

### Бібліотека
Шкільна бібліотека весь час поповнювалася книгами та журналами. При школі заведено книгу обліку бібліотечного фонду. Контроль за чистотою приміщень вели медпрацівники. Щомісяця лікарями проводився методогляд учнів. У всіх класах шкіл діяли сантрійки, які протягом року стежили за станом класних приміщень, чистотою і акуратністю учнів, станом їх книжок, зошитів.
В роки війни з 1941 по 1943 рік в школі директором працював Яків Нестерук разом із жінкою Марією. Навчалося дуже мало дітей.
В 1944 році, коли в селі проходив фронт, школа не працювала аж  до приходу радянської армії. Припинено було будівництво школи, яке розпочато у 1930 році. Після закінчення війни, школа розпочала свою роботу.

### Навчання в школі
У 1948/1949 навчальному році в Угорницькій школі було 9 вчителів (5 – 1-4 класи, 4 – 5-7 класи). Учителями Угорницької школи були Ключенко Роман Григорович, Вербінець Іван Антонович, Яцьків Степан Миколайович, Конахевич Н.І., Костенко Д.С., Хринюк М.Й., Ківа Л., Ленець Надія С., Олійник Романа Степанівна.
У 1948 р. вийшла постанова «Про здійснення закону про загальне обов’язкове навчання». Ось виписка із постанови №40 від 6 березня 1948 р.: «При звітах голів і директорів шкіл встановлено, що голови сільрад: Угорницької – Чабанюк, Старо-Кривотульської – Заліський, Ново-Кривотулівської – Палій разом з директорами не зуміли організувати своєї організаційної роботи по 100% охопленню дітей школою». В Угорницькій 7-річній школі відвідування дітьми школи становило 71%. У зв’язку з таким станом справ голова Угорницької сільради Чабанюк та директор школи Майковський одержали попередження від Виконавчого комітету. У жовтні 1950 р. в с.Угорники було 229 учнів, з яких 4 до школи не ходили (це були діти Паньківа Михайла, Данищука Юрка, Пероги Гната та Ідзя Теодора). Щодо неписьменності серед дорослого населення, то зовсім неписьменними були 232 особи. Як доповідав директор школи Хренюк Мусій Йосипович на 15 сесії Угорницької сільської ради, «…питання стоїть серйозне, … і нам треба за три місяці до 33 роковин Великого жовтня ліквідувати неписьменність в с. Угорники». Дітям-сиротам та напівсиротам, які ходять до школи, надавали щомісячну допомогу. На 1951 р. таких дітей в селі було немало.

#### Круглі сироти:
- Ревінер Іван Данилович – на утриманні 75-літньої Кінащук Павліни Іванівни;
- Боярський Володимир Іванович – 1944 р.н., його батьки померли за один тиждень у 1948 р., опікунка – Шаваринська Катерина Іванівна;
- Крук Петро Магорович – 1938 р.н., батька не мав, мати померла в 1944 р., опікунка – Семчук Настуня Адамівна;
- Крицький Іван Михайлович – 1937 р.н., на утриманні баби Крицької Гонорки Антонівни, яка на 1950 р. мала 90 років;
- Надворняк Настя Павлівна – 1941 р.н., мала пошкоджені ноги, перебувала на утриманні Гук Парані Наумівни.

#### Діти напівсироти:
- Шмігель Михайло Петрович – 1944 р.н., перебував на утриманні матері Шмігель Марії Думінівни;
- Шершенюк Павло Павлович – 1948 р.н. та Шершенюк Олена Павлівна – 1943 р.н., батька не мали, мати «умовно хвора, не в змозі посилати дітей щоденно до школи і перебуває на утриманню матері Шершенюк Павліни Василівни».
- Кіндрацький Петро Юркович – 1938 р.н., батько загинув 1944 р. на війні, перебував на утриманні матері Кіндрацької Юстини Михайлівни.
- Цібій Анна Мільківна – 1943 р.н., перебувала на утриманні матері Цібій Марії Лук’янівни.
- Кособуцька Марія Ільківна – 1937 р.н., батько загинув 1944 р. на фронті, перебувала на утриманні Кособуцької Анни Іванівни.
- Цібій Михайло Петрович – 1939 р.н., батько загинув на фронті 1944 р., на утриманні Цібій Розалії Томківни.
- Дяк Анна Михайлівна – 1940 р.н., батько загинув на фронті 1944 р., опікунка – Дяк Явдоха Михайлівна.
- Крук Анна Степанівна – 1943 р.н., батька не мала, мати – Крук Марія Адамівна – мала ще 2 дітей.
- Петрик Йосиф Філіпович – 1940 р.н., батько помер 1945 р., мати – Петрик Марія Василівна.
- Б’єнь Катерина Йосипівна – 1942 р.н., на утриманні матері Б’єнь Марії Процівни, батько помер в 1942 р. та ін.

Допомога держави була незначною: раз на рік могли привезти черевики або щось із верхнього одягу.
У 1953 році директором Угорницької семирічної школи став Євчук Антон Корнилович. Основне завдання, яке перед ним було поставлено, – це ліквідація неграмотності. В селі було ще 47 малописьменних чоловік. Двічі на тиждень їх навчали культармійці (за кожною ділянкою був закріплений культармієць).
Перший учительський колектив восьмирічної школи:
- Ключенко Р.Г. – вчитель початкових класів;
- Тріш М.В – піонервожата;
- Купіна М.І. – вчитель російської мови;
- Євчук А.К. – директор школи вчитель історії;
- Луценко М.В. – завуч,вчитель математики;
- Сай О.В. – вчитель біології та хімії;
- Бакай О.Г. – вчитель початкових класів;
- Вишнівська І.Б. – вчитель української мови;
- Богаченко І.М. –  вчитель початкових класів;
- Євчук Ю.М. – вчитель початкових класів;

З 1963 року школа знаходилась у тому самому двоповерховому приміщенні, у ній навчалося 210 учнів.
У школі працювало 13 вчителів, із них 7 – з вищою освітою, 6 – з середньою педагогічною освітою. Серед учителів працювало троє наших односельців. Вони були відданими своїй справі. Урок для більшості із них був центром їх педагогічної діяльності. Учням не тільки давали знання, але й виховували працьовитими, товариськими, щирими у спілкуванні, словом, закладали в них ті риси характеру, яких нам сьогодні бракує.
Семеро вихідців із села одержали вищу освіту: педагогічну, медичну, юридичну. В Коломийському райвно працював Петровський М.Й., директором Старо-Кривотульської 8-річної школи був Соботник Й.П., прокурором Коломийського району – Дубей П., вчителями в селі Угорники – Сай П.В., Федів П.М., Барчук С.М.
Школу опалювали дровами. Техпрацівниками в той час працювали Жураківська Марія і Кіндрацька Марта. Опалювати школу починали о 5 год. ранку. Школа для забезпечення господарських потреб тримала двох коней.
У 1966 році директором Угорницької восьмирічної школи був Ломако Петро Вікторович. Доповідаючи на засіданні виконкому сільської ради 25 червня 1966 року про стан підготовки школи до нового навчального року, директор школи сказав, що «побілені класи силами громадськості». Водночас районний відділ народної освіти мало цікавиться ремонтом школи, своєчасно не забезпечує будівельними матеріалами. Школа повністю не забезпечена паливом.
Згідно протоколу десятої сесії Угорницької сільської ради ХІ скликання від 3 серпня 1968 року щодо питання «Про підготовку школи до нового 1968-1969 навчального року» директор школи Ломако П.В. зазначив, що «в школі обладнаний фізичний кабінет, де закуплено нові прилади для дослідів. Працюють астрономічний та географічний майданчики. При школі працює шкільна майстерня, де учні можуть ознайомитися з роботою токаря, слюсаря, столяра. Біля школи обладнані спортивні майданчики: футбольний, баскетбольний та волейбольний».
У кінці 60-х рр. директором школи був Аркадій Данилович Шпілінський. В роки війни Шпілінський А.Д. був артилеристом. Добре знав математику. Був врівноваженою, працьовитою і дисциплінованою людиною. Учням і батькам допомагав порадами. Вміло організовував роботу вчительського колективу. За його керівництва не було зривів уроків. Учні поважали і навіть побоювалися його. Хоча його методи впливу були завжди виваженими. З формальної причини був змушений подати заяву на звільнення.
Розглядаючи питання «Про підготовку школи до нового 1971-1972 навчального року», було підкреслено, що в школі не вистачає класів, немає їдальні. «Поки що діти будуть харчуватися в колгоспному дитячому садку, але це питання з правлінням колгоспу було дуже трудно вирішити. В столовій будуть харчуватися діти деяких колгоспників та робітників безплатно».
У протоколі засідання виконавчого комітету від 22 вересня 1972 року, де йдеться про наслідки ревізії складання та виконання бюджету сільської ради, вказано: «Якщо доходу від надання услуг кіньми поступило лише 80 крб. за рік, то сама заробітна плата техпрацівника становить 720 крб. та витрачено кормів на 222 крб.».
У зв’язку з цим вирішено «звернути увагу на використання гужтранспорту і в противному разі передати коней колгоспу як таких, що не оправдовують себе».
З протоколу засідання виконкому від 21 вересня 1972 року відомо, що в школі створені хоровий, танцювальний, літературний та інші гуртки. «Ведеться посилена боротьба з невстигаючими учнями».
Згідно з рішенням Коломийського районного виконавчого комітету в 1973 році за школою закріплено 1,5 га землі, але ця земля школою не використовується.
Депутати наголошували, що «вже чотири роки лежить документація на добудову школи (столової, піонерської кімнати та спортзалу)». Необхідно також закінчити огорожу школи. Водночас вказано, що в школі регулярно один раз в місяць випускалися усні журнали «Від з’їзду до з’їзду», «Жовтневий марш мільйонів», «Сільська молодь» та інші.
У 1977 році в школі було 60% вчителів з вищою освітою, решта навчалися заочно в інституті. 55% учнів школи вчилися на «добре» і «відмінно». З плану розвитку місцевого господарства села Угорники на 1978 рік відомо, що у восьмирічній школі навчалось 194 учнів, в тому числі в групах продовженого дня – 105. У 9-ий клас прийшло 20 учнів.
У квітні 1979 року на базі школи була проведена відкрита нарада директорів шкіл. Учні школи зайняли 1 місце серед шкіл району у зборі металолому і 2 місце у зборі лікарських рослин. Учні школи також брали участь у кущових олімпіадах з різних предметів, де займали призові місця.
Згідно протоколу засідання виконкому від 20 травня 1982 року директором школи був призначений Хімейчук М.М.
Станом на 4 грудня 1982 року в школі навчалось 236 учнів, у тому числі в школі і групі з продовженим днем – 162. З виступу депутатів на сесії 20 грудня 1982 року відомо, що у школі 62 дітей харчуються за рахунок бюджету сільської Ради.
У протоколі ІХ сесії ХVІІІ скликання від 27 січня 1984 року говориться про те, що учнями школи заготовлено 180 т силосу. Школа жила справами, наближеними до потреб села. Вчили того, що знадобиться в сім’ї, господарці та у колгоспному виробництві.

## XXI століття
З 2004 року в селі Угорники почалось будівництво нової школи та до цього часу не завершилось.
11 лютого 2019 року новим директором школи стала Злепко Мар'яна Михайлівна.
19 лютого 2019 року Угорницька загальноосвітня школа І-ІІ ступенів стала Угорницькою гімназією.
Більше інформації про угорницьку школу можете отримати на сайті https://numizmat.org.ua/

## Директори школи
| Роки         | Директор                      |
| ------------ | ----------------------------- |
| 1862         | Томас Красіцький              |
| 1882         | Порфирій Витвицький           |
| 1901         | Альбін Цапій                  |
| 1941-1943    | Нестерук Яків                 |
| 1945-1953    | Євчук Антон Корнилович        |
|              | Хренюк Мусій Йосипович        |
| 1966-1969    | Ломако Петро Вікторович       |
| 1969-1982    | Шпілінський Аркадій Данилович |
| 1982         | Хімейчук Микола Михайлович    |
|              | Блаженко Михайло Йосипович    |
|              | Федів Лілія Володимирівна     |
| 2019-дотепер | Злепко Мар'яна Михайлівна     |
| ????         | Нагірний Михайло Іванович     |

## Вчителі школи 1862-2024
Інформація станом на травень 2024
| ПІБ                                 | Посада | Роки праці        |
| ----------------------------------- | --- | ----------------- |
| ? Данута Абелівна                   | вчила співи (можливо)                                                                                      |                   |
| Євчук (Пірох) Юлія М.               | вчитель початкових класів                                                                                  |                   |
| Євчук Антон Корнилович              | директор школи, вчитель історії                                                                            | приблизно 1950ті  |
| Андрейчук Микола Дмитрович          | вчитель англійської мови                                                                                   | 1994 - дотепер    |
| Андрейчук Наталія Миколаївна        | вчитель французької мови та християнської етики                                                            | 1993 - дотепер    |
| Арабчук Петро Дмитрович             | вчитель фізкультури                                                                                        | ? - 2003          |
| Б'єнь Ганна Михайлівна              | вчитель трудового навчання, образотворчого мистецтва та керівник гуртка декоративно-ужиткового мистецтва   | ? - дотепер       |
| Байляк Ольга Омельянівна            | вчитель початкових класів                                                                                  |                   |
| Бакай Ганна Іллівна                 | вчитель початкових класів                                                                                  |                   |
| Балаш Ольга Степанівна              | вчитель правознавства і всесвітньої історії, вчитель початкових класів                                     |                   |
| Барчук Степанія Михайлівна          | вчитель початкових класів                                                                                  |                   |
| Блаженко Михайло Йосипович          | вчитель історії україни та всесвітньої історії, директор школи (?)                                         |                   |
| Богаченко Ірина Михайлівна          | вчитель початкових класів, вчитель української мови і літератури                                           |                   |
| Болгак Михайло Михайлович           | вчитель математики, директор школи                                                                         |                   |
| Бондаренко Надія Захарівна          | |                   |
| Борисенко Людмила Яківна            | |                   |
| Бровчук Наталія Василівна           | вчитель алгебри і геометрії                                                                                | 2004-2006         |
| Бутник Г.П.                         | |                   |
| Вейс Ізабелла                       | вчитель початкових класів                                                                                  | 1900-ті           |
| Вербинець Антон                     | вчитель початкових класів, вчитель релігії                                                                 | з 1946            |
| Витвицький Порфирій                 | директор школи 1882 року                                                                                   | 1882              |
| Вишнівська Ірина Броніславівна      | вчитель української мови, заступник директора (?)                                                          |                   |
| Галіченко Іван Тихонович            | директор школи станом на 1946                                                                              |                   |
| Гарбар Микола                       | вчитель французької мови                                                                                   |                   |
| Гарбар Яніна Кастанівна             | вчитель російської мови                                                                                    |                   |
| Гринів Олександра Романівна         | вчитель музики                                                                                             |                   |
| Гук Ольга Миронівна                 | вчитель хімії та біології                                                                                  | 1994 - дотепер    |
| Гулій Світлана ?                    | вчитель початкових класів                                                                                  |                   |
| Дем'яник Надія Іванівна             | вчитель математики                                                                                         |                   |
| Диколович Н.І.                      | вчитель біології                                                                                           | приблизно 1960    |
| Жибак Осипа Ільківна                | вчитель української мови і літератури                                                                      |                   |
| Жигун Світлана Петрівна             | вчитель початкових класів                                                                                  | ~ 1990            |
| Залеська Мар’яна Володимирівна      | вчитель початкових класів                                                                                  | 2022 - дотепер    |
| Злепко Мар'яна Михайлівна           | директор школи, вчитель української мови в початкових класах                                               | 2018 - дотепер    |
| Кіндрацька Оксана Дмитрівна         | вчитель образотворчого мистецтва та географії                                                              |                   |
| Каменева Надія Петрівна             | завпед |                   |
| Ключенко Роман Григорович           | вчитель початкових класів                                                                                  |                   |
| Ключта Мирослава Зіновіївна         | вчитель англійської мови, педагог-організатор                                                              | 2015 - дотепер    |
| Ковалюк Галина Володимирівна        | вчителька української мови та літератури, християнської етики                                              |                   |
| Копаничук Михайло Васильович        | вчитель алгебри і геометрії                                                                                |                   |
| Коцаба Іванна Іванівна              | вчитель трудового навчання, вчитель інформатики в початковій школі                                         | ? - дотепер       |
| Красіцький Томас                    | вчитель початкових класів 1862-1864                                                                        | 1862-1864         |
| Крицька Зіновія Леонтівна           | |                   |
| Крицька Любов Іванівна              | вчитель початкових класів                                                                                  | ? - дотепер       |
| Кубіцька Л.                         | вчитель початкових класів (неточна інформація)                                                             | 1960-ті роки      |
| Купіна М.І.                         | вчитель російської мови                                                                                    |                   |
| Лебкіхлер Числава Петрівна          | вчитель початкових класів                                                                                  |                   |
| Лев Маріан                          | вчитель початкових класів                                                                                  | 1900-ті           |
| Лесів Ірина Петрівна                | вчитель молодших класів                                                                                    |                   |
| Лесюк Віталій Ярославович           | вчитель музичного мистецтва                                                                                | ? - дотепер       |
| Лесюк Марта Іванівна                | вчитель географії                                                                                          | ? - дотепер       |
| Лесюк Ярослав Іванович              | вчитель музики                                                                                             |                   |
| Лиско Теодозія Петрівна             | вчитель музики                                                                                             | 1961/1962 - 1982  |
| Ломако Петро Вікторович             | директор школи, вчитель історії                                                                            |                   |
| Лудчак Оксана Іванівна              | вчитель математики                                                                                         | ? - дотепер       |
| Луценко Меланія Василівна           | завуч (?), вчитель математики                                                                              |                   |
| Майковська Надія Василівна          | |                   |
| Майковський Констянтин Анатолійович | директор школи 1947                                                                                        | приблизно 1950-ті |
| Майковський Любомир Констянтинович  | вчитель французької мови                                                                                   | 1963 - 1964       |
| Мачошак Іванна Ярославівна          | практичний психолог, асистент учителя                                                                      | ? - дотепер       |
| Нагірна Галина Борисівна            | вчтель французької мови                                                                                    |                   |
| Нагірний Михайло Іванович           | директор школи, вчитель фізики                                                                             |                   |
| Нестерук Марія                      | опікун | 1941 - 1943       |
| Нестерук Яків                       | директор з 1941 по 1943, вчитель музики                                                                    | 1941 - 1943       |
| Никифорчин Ольга Григоріївна        | вчитель початкових класів                                                                                  | 1950 - 1960       |
| Новіцький Петро Миколайович         | вчитель музики                                                                                             | 1999 - 2011       |
| Новаківська Юлія Йосипівна          | |                   |
| Новосад Ольга Йосипівна             | вчитель початкових класів                                                                                  |                   |
| Олійник Оксана Василівна            | вчитель української мови і літератури                                                                      |                   |
| Півторак Ольга                      | вчитель математики                                                                                         | 1960-ті           |
| Паращук Галина                      | |                   |
| Петровська Ганна Дмитрівна          | вчитель початкових класів                                                                                  |                   |
| Петровська Ольга Петрівна           | вчитель початкових класів                                                                                  |                   |
| Рейкало Марія Василівна             | вчитель фізики                                                                                             | 2020 - дотепер    |
| Рибак Ганна Василівна               | |                   |
| Рибак Ольга Іванівна                | вчитель української мови, української літератури та зарубіжної літератури                                  | ? - дотепер       |
| Романюк Світлана Петрівна           | вчитель історії, правознавства, української мови та літітератури                                           | 1992-9999         |
| Сіщук Людмила Петрівна              | вчитель української літератури та зарубіжної літератури, заступник директора з навчально - виховної роботи | 2016 - дотепер    |
| Савчин Іван Михайлович              | вчитель трудового навчання                                                                                 |                   |
| Савчин Параска Петрівна             | вчитель фізичної культури                                                                                  | 2010 - дотепер    |
| Савчук Йосип Миколайович            | вчитель російської мови і літератури                                                                       |                   |
| Савчук Марія Олексіївна             | вчитель початкових класів                                                                                  |                   |
| Савчук Марта Іллівна                | вчитель фізкультури                                                                                        | 1970 - 2021       |
| Сай Олександра Василівна            | |                   |
| Сай Павло Васильович                | |                   |
| Сангулія Оксана Дмитрівна           | вчитель початкових класів                                                                                  | ? - дотепер       |
| Семчук Світлана Йосипівна           | вчитель зарубіжної літератури                                                                              |                   |
| Слободян Дмитро Дмитрович           | вчитель хімії і біології                                                                                   |                   |
| Слободян Любов Петрівна             | вчитель хімії                                                                                              | 2007              |
| Совтисік Євгенія Юріївна            | вчитель математики, геометрії та фізики                                                                    |                   |
| Ступарик Богдан Михайлович          | вчитель математики та фізики                                                                               |                   |
| Ступарик Володимира Володимирівна   | вчитель математики                                                                                         |                   |
| Телюк Роман Іванович                | вчитель фізкультури                                                                                        |                   |
| Телюк Роман Васильович              | вчитель інформатики                                                                                        | ? - дотепер       |
| Ткачівська Віра Онуфріївна          | вчителька математики                                                                                       |                   |
| Тріш М.В                            | піонервожата                                                                                               |                   |
| Угнавий Віктор Леонідович           | |                   |
| Федів Дмитро Іванович               | вчитель фізики                                                                                             |                   |
| Федів Лілія Володимирівна           | директор школи (?), вчитель алгебри і геометрії                                                            |                   |
| Федів Павліна Михайлівна            | вчитель початкових класів                                                                                  | 1949-?            |
| Федорчук Василь Павлович            | вчитель автосправи                                                                                         |                   |
| Хімейчук Микола Михайлович          | вчитель французької мови (1965-2002), директор школи 1979-1985                                             | 1965 - 2002       |
| Хоміцька Ганна Дмитрівна            | вчитель початкових класів                                                                                  | ? - дотепер       |
| Хренюк Мусій Йосипович              | директор школи в 1960-х                                                                                    |                   |
| Цібій Надія Михайлівна              | вчитель початкових класів                                                                                  | ? - дотепер       |
| Цапій Альбін                        | директор школи 1901 року                                                                                   | 1900-ті           |
| Чабанюк Наталія Іванівна            | вчитель фізкультури                                                                                        | 2003 - дотепер    |
| Чик Світлана ?                      | вчитель французької мови (заміна)                                                                          |                   |
| Шпілінський Аркадій Варфоломійович  | вчитель математики                                                                                         | приблизно 1960-ті |
| Ясінська Марія Василівна            | вчитель математики                                                                                         |                   |